# 러시 림보
러쉬 허드슨 림보 3세(Rush Hudson Limbaugh III, 1951년 1월 12일 ~ 2021년 2월 17일)는 미국의 보수주의 방송인, 정치평론가이다. 그는 자신의 방송 러시 림보 쇼로 알려져 있다. 캔자스에서 야구팀에 직장을 구하기도 하고 라디오 방송을 전전하다가 다시 방송인이 되었다. 라디오 DJ와 방송 프로그램 진행자이다. 폐암 합병증으로 플로리다주 팜비치에서 2021년 2월 17일 사망했다.

## 생애

### 생애 초반
그는 미주리주에 있는 케이프 케나두에서 독일계 미국인 아버지와 스코틀랜드계 미국인 어머니 사이에서 태어났다. 그의 아버지는 미군 공군 조종사로 복무한 적이 있었고, 변호사였다. 장래가 촉망되는 소년은 아니었다. 시골 대학에 들어갔지만 1년도 안 돼 그만뒀다. 그리고 시골 라디오 방송국에서 음악프로그램의 DJ 생활을 시작했다.
1967년 10대 시절에 그는 처음으로 지역 라디오 방송국에 들어가 방송진행자, DJ 가 되었다. 이때는 '러스티 세이프'라는 이름을 썼다. 1969년, 그는 미주리주 서동 대학에 입학했다. 그러나 그는 단 2학기만을 마치고는 그만 두었다.
1972년, 대학을 중퇴한 후, 러시 림보는 펜실베이니아주 맥키스포트로 가서 그는 피츠버그 시 주의에 있는 라디오 방송국에 들어가 라디오 DJ가 되었다. 그는 거기서 디스크 자키 일을 1979년까지 했다. 1979년에는 캔자스 시 로얄 야구 팀의 감독으로 이적했다.

### 활동
1984년부터는 캘리포니아주 새크라멘토 지역방송국의 라디오 토크쇼의 진행자가 되었다. 1988년부터는 ABC 라디오의 라디오 프로그램 진행자를 맡기도 했다. 미국 방송계에서 논쟁적인 문제의 경우 반드시 찬반을 함께 다뤄야 한다는 방송공정성 원칙이 폐기가 된 후. 러시 림보는 자신의 보수적인 주장을 펼치기 시작했다. 1988년에 시작한 토크쇼인 러시 림보 쇼는 600개 라디오 채널을 통해 정오부터 3시간 동안 전국에 생방송되며 주당 청취자 수가 평균 2000만 명에 이르렀다.
하지만 여러 논란을 불러일으킬만한 주장도 하였는데. 파킨슨 병에 걸렸다는 영화배우 마이클 폭스에 대해선 약을 안 먹었거나 연기하고 있는 거라며 비난한적이있고.
페미니즘은 매력 없는 여자들이 어떻게든 한 자리 끼고 싶어서 만든 거라며 비하하기도 했다. 1991년에는 1984년 밥 블랙에 의해 만들어진 페미파쇼라는 단어를 자신의 시사 프로그램이나 라디오 방송, 강연 등지에서 자주 사용하여 화제가 되었다. 미국의 이라크에서의 고문 행위에 대해선 학교 기숙사에서도 일어날 수 있는 수준의 아무것도 아닌 일이라고 주장해서 물의를 빚었다. 환경보호운동에 대해서도 불법 이민에 대해서도 비판적이다.
1992년 대선에서 공화당의 선거 운동을 도왔으나 빌 클린턴이 미국의 대통령에 당선되었다. 그는 공화당의 상,하원, 주지사 선거를 적극 돕기도 했다. 그는 라디오 진행이나 프로그램 진행 중 평소 자신의 정치적 이념을 노골적으로 밝혔다.
1994년의 LA 폭동 때에는 백인 경찰에게 맞는 건 별 문제가 아니라는 발언을 하여 물의를 빚기도 했다. 1996년 미국 대통령 선거에서도 공화당의 선거운동원을 자원했지만 빌 클린턴에게 패하였다. 2000년 이후에도 계속 라디오 진행을 맡았지만 2001년 청력을 잃고 달팽이관 이식 수술을 받고 회복, 2003년 잠시 요양하였다. 이후에도 라디오DJ와 프로그램 진행자를 계속 맡고 있다.

### 2000년대 이후
2000년 미국 대통령 선거와 2004년 미국 대통령 선거에서는 조지 W. 부시를 적극 지지하였다. 2008년 미국 대통령 선거 미국 대선에도 공화당의 선거운동원으로 활동하였으며 사라 페일린의 유세를 맡았다.
대선 경선 당시 존 매케인을 반대하기도 했다. 그는 진정한 매케인이 보수주의자가 아니라는 주장을 하며 매케인은 절대 공화당 부호가 될 수 없다면서 낙선운동을 벌였지만 실패했다. 경선 이후 매케인이 대통령, 페일린이 부통령 후보자로 정해지자 계속 선거 유세에 참여하였다. 그런데 버락 오바마가 미국의 대통령에 당선되자 '나는 그가 실패하길 바란다'고하여 물의를 빚었다.
흑인 첫 공화당 전국위원장인 마이클 스틸 위원장은 림보의 “대통령이 실패하기를 바란다”는 발언에 대해 “선동적(incendiary)이고 분열적이고 추악한 엔터테이너일 뿐”이라고 했다. 하지만 스틸의 발언 직후 림보가 “스틸 의장은 맡은 일이나 제대로 하라”고 공격해 싸움이 커졌다. 스틸은 즉각 “림보를 비난할 의도는 전혀 없었다. 그를 존경한다”고 공개사과했다. 그러자 다음 날부터 민주당의 공세가 더욱 거칠어졌다. 팀 케인 민주당 전국위원회 의장은 “스틸 의장이 자신의 발언을 뒤집고 림보에게 사과한 것을 보니, 림보가 정말 공화당의 배후에 버티고 있는 세력임이 드러났다”고 공세를 이어갔다. 2009년 1월에는 버락 오바마 미국 대통령의 3조5000억 달러짜리 예산 제안에 대해 “그의 임무가 자본주의와 개인적 자유라는 기초를 부정하는 국가 재개조라면 실패하기를 바란다”고 비난하여 화제가 되었다.
그리고 라디오 활동 외에도 자유주의 운동, 안티 페미니즘 운동과 강연활동 등 다양한 활동을 하고 있다.

### 제대군인 사회 적응 프로그램
그는 1990년대부터 꾸준히 제대 군인에 대한 지원과 배려를 반복해서 주장하기도 했다.
2000년대에 러시 림보는 군인들을 사회에 적응하기 위한 프로그램을 마련했다고 밝혔다. 그의 홈페이지에서 미군 군인이 등록하면 저렴한 가격과 함께 다양한 서비스를 받을 수 있다고 말했다.

## 논란

### 줄기세포 논란
2006년 10월 림보는 한 정치후원 TV 광고에서 마이클 J. 폭스가 앓고 있는 파킨슨 병은 줄기 세포 연구를 목적으로 자신의 고통을 과장, 과대광고한다고 주장하여 논란이 되기도 했다.

### 산드라 플루크와의 논쟁
러시 림보는 2012년 2월 28일 낙태, 피임을 옹호하는 미국 조지 타운 대학교 법률센터 학생 산드라 플루크와 논쟁, 이때 그를 "창녀"와 "잡년"으로 비하하여 논란이 되었다. 피임에 대해 보험커버리지가 있어야한다고 의회에서 말한 조지 타운 대학교 법률센터 학생 산드라 플루크에 대해 비난하면서 시작되었다.
이 여대생은 로스쿨 과정 중에 평균적으로 피임에 드는 비용으로 $3,000이 든다고 말하며, 피임으로인한 개인들의 부담이 심하니 보험 혜택이 필요하다고 증언하였다. 이에 대해 러쉬 림보가 "피임에 이만한 돈을 쓴다면 음란하거나 창녀일 것"이라고 그의 라디오쇼에서 그녀를 조롱했고 림보는 그 여대생에 대해 '본질적으로 말해서 그녀는 섹스하는데 돈 받아야만 하겠다고 말하는 거 아닙니까. 그럼 그녀는 뭔가! 뭐냐하면 Slut이지, 맞지?'라고 하여 논란이 되었다. 하지만 그 돈의 액수는 경구피임약이나 루프 수술 가격 등을 포함해 이야기한 것이였기 때문에 림보는 2012년 11월 대선을 포함한 각종 선거를 앞둔 정치권 뿐 아니라 일반인들에게도 큰 분노를 일으켰고, 그의 토크쇼에서 광고주들이 떨어져 나가기 시작했다. 49개 이상의 광고주들이 림보 쇼에 광고를 중단하겠다는 의사를 표시했다.

## 평가와 비판
다른 사람들의 반응에 관계없이 눈치 안보고 솔직히 자기주장을 펴는 게 시원하기도 하다.는 평도 있다. 강경 보수파, 국가주의자들의 입장을 대변한다는 평가도 있다. 하지만 '그의 방송에는 합리적인 근거나 추론, 진지한 토론 같은 건 없다. 오로지 보수는 선이고 진보는 악이다.', '그의 주장에는 근거도 논리도 없는 감정적인 공격 밖에 없다.','심각한 극우주의자'라는 비판이 있다. 미국의 일반 국민을 대상으로 실시한 여론조사를 보면 미국의 유명인사들 가운데 러시 림보는 가장 높은 62퍼센트의 비호감도를 기록하기도 했다.
코미디언 출신의 미국 상원의원 알 프랑켄은 '러시 림보는 다른 사람들이 보기에 비대하고 뚱뚱한 저능아다'란 제목의 그의 주장의 부정확성,사실왜곡 등을 지적하는 책을 쓴 적이 있고. 그 해의 뉴욕 타임즈 베스트 셀러 1위를 차지했다. 러시 림보는 자신의 책에서 환경보호운동에 대한 비판적인 견해를 서술한 적이 있는데. 과학적 지식에 대해 무지하거나 왜곡된 사실들이 서술되어, 프린스턴 대학의 마이클 오펜하이머 교수와 프린스턴 대학의 생태학자 데이비드 윌코브는 그의 책을 허구의 책이라 비판하면서. '러시 림보는 자신의 정치성향이 중요한 과학적 문제에 대한 진실을 전부 왜곡 하고 있다'고 결론을 내렸다.

## 같이 보기
- 페미나치
- 빌 오라일리
- 사라 페일린
- 공화당
- 민주당

## 관련 서적
- Arkush, Michael (1993). Rush!. New York: Avon Books. ISBN 0-380-77539-5.
- Chafets, Zev (2010). Rush Limbaugh: An Army of One. New York: Sentinel. ISBN 978-1-59523-063-8.
- Colford, Paul D. (1995). The Rush Limbaugh Story: Talent on Loan from God: An Unauthorized Biography. New York: St. Martin's Paperbacks. ISBN 0-312-95272-4.
- Davis, J. Bradford (1994). The Rise of Rush Limbaugh Toward the Presidency. Norcross, Ga.: MacArthur Publishing Group. ISBN 0-9642619-0-1.
- Derych, Jim. Confessions of a Former Dittohead. Brooklyn, N.Y.: Ig Publishing. ISBN 0-9752517-8-3.
- Evearitt, Daniel J. (1993). Rush Limbaugh and the Bible. Camp Hill, Pa.: Horizon House Publishers. ISBN 0-88965-104-3.
- Franken, Al (1996). Rush Limbaugh Is a Big Fat Idiot and Other Observations. New York: Random House. ISBN 978-0-14-101841-6.
- Franken, Al (2003). Lies and the Lying Liars Who Tell Them: A Fair and Balanced Look at the Right. New York: Plume. ISBN 978-0-452-28521-7.

Jacobs, Donald Trent. The Bum's Rush: The Selling of Environmental Backlash: Phrases and Fallacies of Rush Limbaugh. Boise, Idaho: Legendary Publishing Company. ISBN 0-9625040-5-X.
- Keliher, Brian (1994). Flush Rush. Berkeley, Calif.: Ten Speed Press. ISBN 0-89815-610-6.
- Kelly, Charles M. (1994). The Great Limbaugh Con: And Other Right-Wing Assaults on Common Sense. Santa Barbara, Calif.: Fithian Press. ISBN 1-56474-102-8.
- King, D. Howard (1994). Rush to Us. New York: Windsor Publishing Company. ISBN 0-7860-0082-1.
- Layne, Tom (2006). The Assassination of Rush Limbaugh. Kirkland, Wash.: Red Ginger Publishing Company. ISBN 0-9768515-0-4.
- Mahurin, Cecil (1993). A Public Rebuttal to Rush Limbaugh. New York: Vantage Press. ISBN 0-533-10766-0.
- Perkins, Ray, Jr. (1995). Logic and Mr. Limbaugh: A Dittohead's Guide to Fallacious Reasoning. Chicago: Open Court Publishing. ISBN 0-8126-9294-2.
- Rahman, Michael. Why Rush Limbaugh is Wrong, or: The Demise of Traditionalism and the Rise of Progressive Sensibility as Perceived. Santa Monica, Calif.: Mighty Pen Publishing. ISBN 0-9647470-0-6.
- Rendall, Steven, Jim Naureckas, Cohen, Jeff (1995). The Way Things Aren't: Rush Limbaugh's Reign of Error: Over 100 Outrageously False and Foolish Statements from America's Most Powerful Radio and TV Commentator. Written for FAIR. New York: The New Press. ISBN 1-56584-260-X.
- Seib, Philip M. (1993). Rush Hour: Talk Radio, Politics, and the Rise of Rush Limbaugh. Fort Worth, Tex.: Summit Group. ISBN 1-56530-100-5.
- Tucker, R. K. (1997). The Rules According to Rush: The American people vs. Rush Limbaugh. Chapel Hill, NC; Bowling Green, Ohio: OptimAmerica; Professional Press. ISBN 1-57087-339-9.
- Varon, Charles (1997). Rush Limbaugh In Night School. New York: Dramatists Play Service. ISBN 0-8222-1534-9.